# Премия Роберта Хайнлайна
Премия Роберта Хайнлайна (англ. Robert A. Heinlein Award) — литературная премия, учреждённая «Обществом Хайнлайна» (англ. Heinlein Society) в 2003 году. Она присуждается за «выдающиеся опубликованные работы в области научной фантастики или технической литературы, которые вдохновляют людей на освоение космоса». Она названа в честь известного писателя-фантаста Роберта А. Хайнлайна, и с 2013 года администрированием премии занимается Балтиморское общество научной фантастики. Вручается она ежегодно одному или двум получателям.
Лауреат премии получает серебряный медальон с портретом Хайнлайна в исполнении художника Арлина Роббинса и сертификат. К медальону также прилагается красно-бело-синий шнурок.

## Лауреаты по годам
- 2003 — Майкл Флинн и Вирджиния Хайнлайн
- 2004 — Артур Кларк
- 2005 — Ларри Нивен и Джерри Пурнелл
- 2006 — Грег Бир и Джек Уильямсон
- 2007 — Энн Маккефри и Элизабет Мун
- 2008 — Бен Бова и Спайдер Робинсон
- 2009 — Джо Холдеман и Джон Варли
- 2010 — не присуждалась
- 2011 — Конни Уиллис
- 2012 — Стэнли Шмидт
- 2013 — Аллен Стил и Эрик Котани (Ёдзи Кондо)
- 2014 — Джеффри Лэндис
- 2015 — Джек Макдевит
- 2016 — Ким Стэнли Робинсон
- 2017 — Роберт Сойер
- 2018 — Нил Стивенсон
- 2019 — Грегори Бенфорд
- 2020 — Вернор Виндж
- 2021 — Кэролайн Черри
- 2022 — Дэвид Джерролд
- 2023 — Джон Скальци
- 2024 — Том Доэрти
- 2025 — Шарон Ли